# 桐生駅

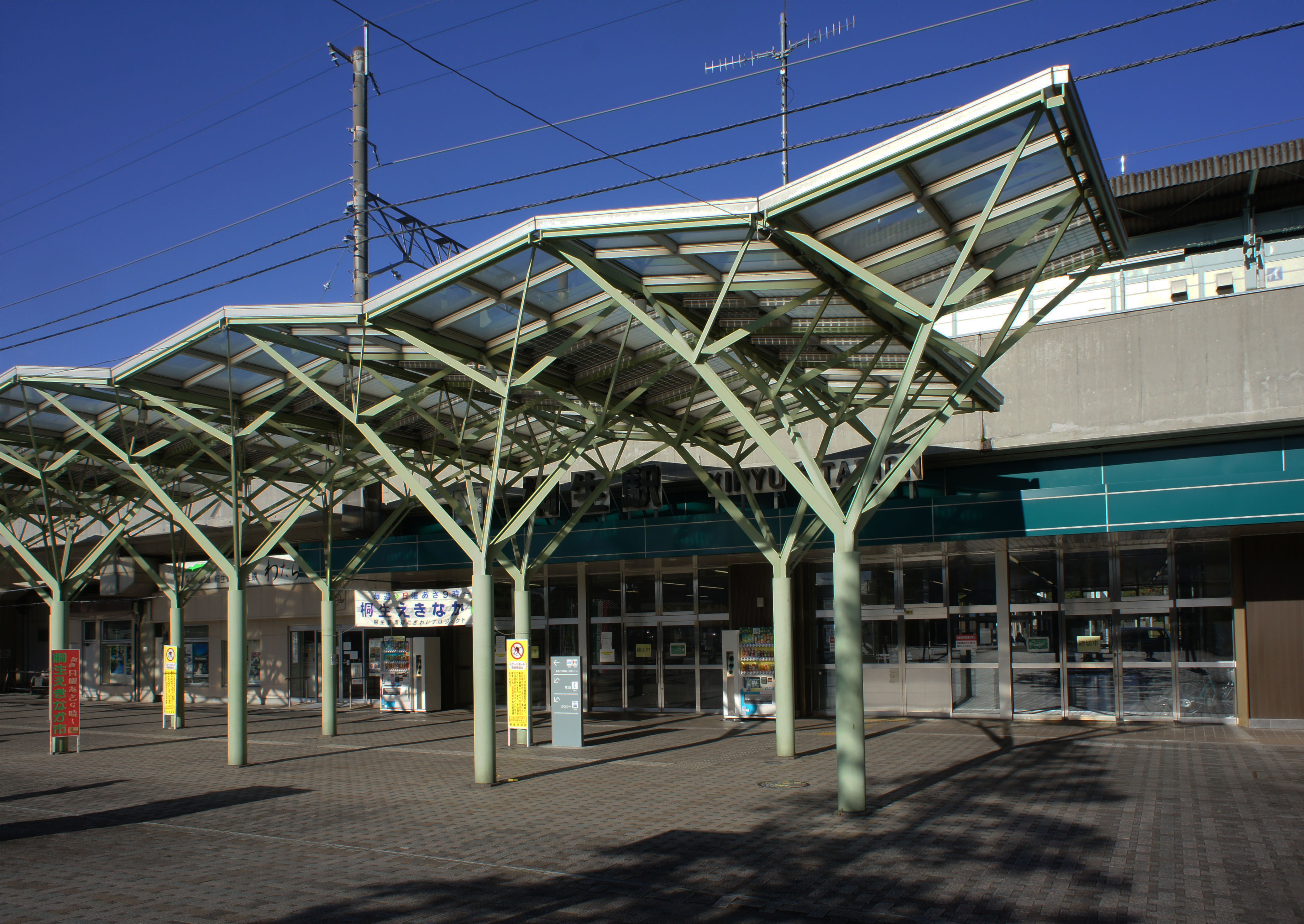
南口（2021年11月）

桐生駅（きりゅうえき）は、群馬県桐生市末広町にある、東日本旅客鉄道（JR東日本）・わたらせ渓谷鐵道の駅。

## 概要
JR東日本の両毛線とわたらせ渓谷鐵道わたらせ渓谷線が乗り入れ、接続駅となっている。JR・わたらせ渓谷鐵道の共同使用駅（管轄はJR東日本）である。このうちわたらせ渓谷鐵道にのみWK01の駅番号が設定されている。群馬県内のJRの駅としては最東端に位置している。
わたらせ渓谷線はかつて足尾線と称し、両毛線とともに日本国有鉄道（国鉄）の路線であったため、当駅は国鉄（→JR東日本）の単独駅であった。しかし、足尾線は第2次特定地方交通線に指定されたため、国鉄分割民営化の2年後の1989年（平成元年）3月にわたらせ渓谷鐵道に転換され、当駅はJR東日本とわたらせ渓谷鐵道の共同使用駅となった。

## 歴史
- 1888年（明治21年）11月15日：両毛鉄道の駅として開業[1][3]。
- 1897年（明治30年）1月1日：日本鉄道に譲渡。
- 1906年（明治39年）11月1日：日本鉄道国有化[3]。官設鉄道に移管。
- 1911年（明治44年）4月15日：足尾鉄道（現在のわたらせ渓谷鐵道）が開業[4]。
- 1918年（大正7年）6月1日：足尾鉄道国有化、足尾線となる。
- 1928年（昭和3年）：二代目駅舎完成。
- 1934年（昭和9年）11月16日：県内を巡幸する昭和天皇のお召し列車が前橋駅 - 桐生駅、桐生駅 - 足利駅間で運行[5]。
- 1949年（昭和24年）6月1日：公共企業体日本国有鉄道（国鉄）発足に伴い、その所属となる。
- 1967年（昭和42年）8月：南口が開設。
- 1978年（昭和53年）10月2日：貨物扱い廃止[3]。
- 1983年（昭和58年）10月7日：3・4番線高架化[6]。
- 1985年（昭和60年）
  - 3月14日：荷物扱い廃止[3]。
  - 10月16日：1・2番線高架化[7][8]。三代目駅舎（現駅舎）完成。
- 1987年（昭和62年）4月1日：国鉄分割民営化により、東日本旅客鉄道（JR東日本）の駅となる[3][4]。
- 1989年（平成元年）3月29日：足尾線をわたらせ渓谷鐵道に転換し、両社の乗り換え駅になる[4]。
- 1998年（平成10年）10月：びゅうプラザを閉鎖[9]。
- 2000年（平成12年）9月：自動改札機稼動開始。
- 2001年（平成13年）11月18日：JR東日本でICカードSuica供用開始。
- 2002年（平成14年）3月：エレベーター、エスカレーター設置。
- 2008年（平成20年）2月27日：ホーム嵩上工事完了。
- 2009年（平成21年）4月1日：桐生観光物産館「わたらせ」が開館。
- 2011年（平成23年）6月15日：発車メロディに「八木節」を採用。
- 2018年（平成30年）11月：北口駅舎外壁改修。
- 2021年（令和3年）
  - 2月：柱設置型駅名標・吊り下げ式駅名標のデザインを両毛線をイメージした「織物柄」に変更。
  - 4月1日：駅ナカシェアショップ「オーライ」開業。駅ピアノ設置。
- 2023年（令和5年）
  - 10月31日：みどりの窓口の営業を終了[2]。
  - 11月1日：話せる指定席券売機を導入[2]。

## 駅構造
島式ホーム2面4線の列車交換可能な高架駅である。直営駅かつ管理駅であり、岩宿駅・国定駅を管理する。
自動券売機（多機能券売機・話せる指定席券売機も含む）・自動改札機・自動精算機・エレベーター・エスカレーターが設置されている。わたらせ渓谷鐵道線の乗車券は、JRの自動券売機にて購入する。
Suicaは両毛線に乗車する場合に限って利用が可能である。よって、わたらせ渓谷鐵道ではSuicaは利用できない（改札入場前に券売機で普通乗車券に換えた場合を除く）。万が一、Suicaで入場し乗車した場合は下車駅または車内で現金精算及び後でSuica対応駅で出場処理が必要となる。両毛線とわたらせ渓谷鐵道を改札を出ずにSuicaで直接乗り換えるときは、1番線ホームに設置してある簡易Suica改札機にタッチして乗り換える必要がある。
駅構内に桐生観光物産館「わたらせ」、桐生市民活動推進センター「ゆい」がある。「ゆい」ではレンタサイクルの受付を行う。トロッコ整理券の発売は2025年8月に終了した。2021年4月1日には、駅構内店舗「桐生そば」を改装の上、駅ナカシェアショップ「オーライ（All right）」がオープンしている。

### のりば
| 番線 | 路線            | 方向 | 行先                   | 備考               |
| ---- | --------------- | ---- | ---------------------- | ------------------ |
| 1    | ■わたらせ渓谷線 | -    | 大間々・足尾・間藤方面 |                    |
| 2    | ■両毛線         | 下り | 足利・栃木・小山方面   | 一部列車は1・4番線 |
| 3・4 | ■両毛線         | 上り | 伊勢崎・前橋・高崎方面 |                    |

（出典：JR東日本:駅構内図）
当駅の旅客案内では、わたらせ渓谷線のラインカラーを灰色で表現している。
両毛線で停車列車が主に使用するのは2・3番線（主本線）である。4番線は主として高崎方面の折り返し当駅始発の列車が使用するが、一部は3番線から発車する。小山方面への下り列車は一部の当駅始発の列車が1・4番線を使う程度で、大半が2番線から発車する。
両毛線は1時間に1 - 2本程度（ラッシュ時間帯は3本）の運転である。わたらせ渓谷線は朝6時台から夜21時台まで1時間に1本の運転である。
両毛線の当駅止まりの列車が、当駅始発の列車に接続する場合がある。小山発当駅止まりの区間便は3番線に到着し、向かいの4番線に停車している当駅始発高崎行き列車と対面乗り換えとなるが、高崎発当駅止まりの区間便は4番線に到着するため、2番線停車の当駅始発小山行き列車との乗り換えには階段を渡る必要がある。

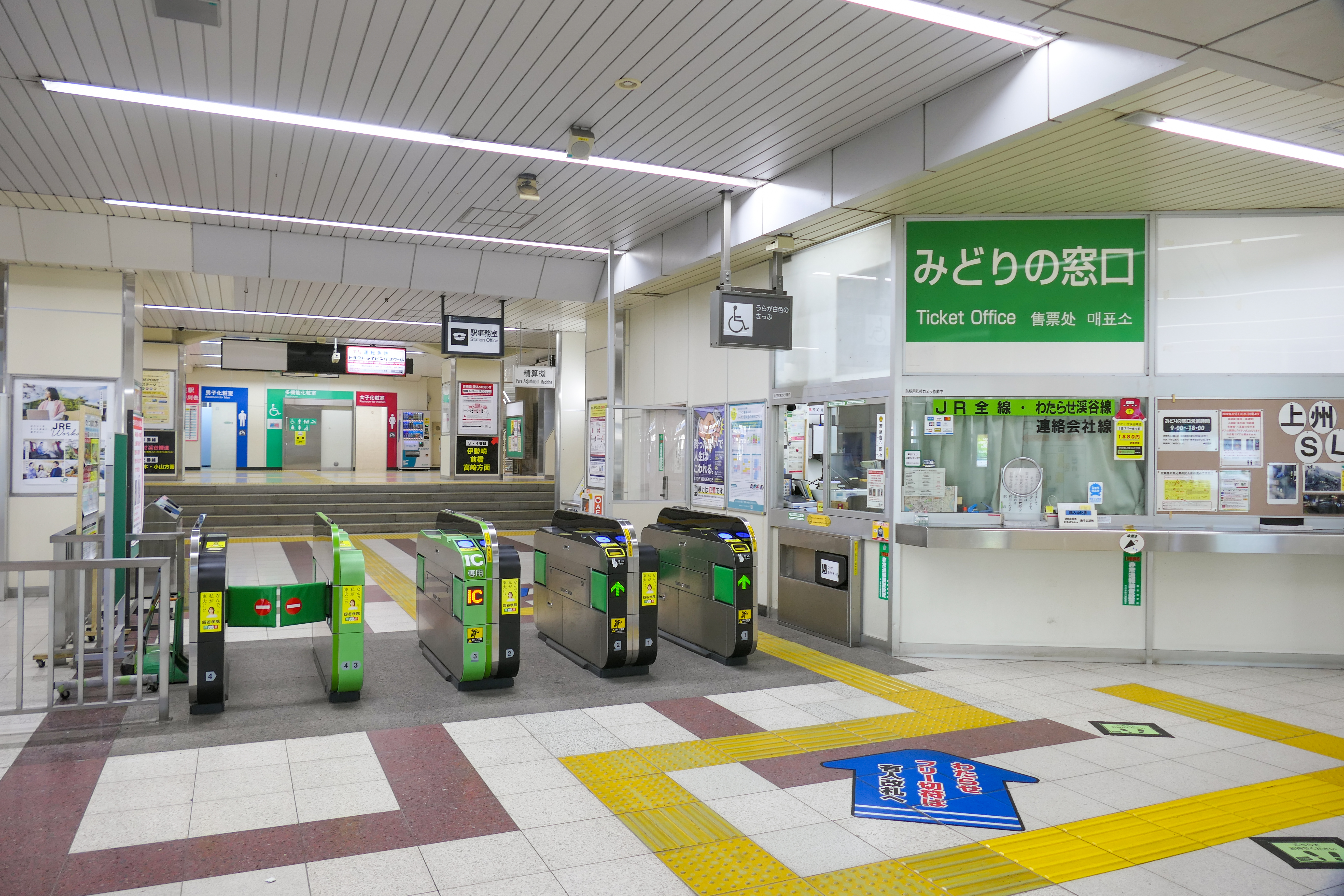
改札口とみどりの窓口（2023年4月）
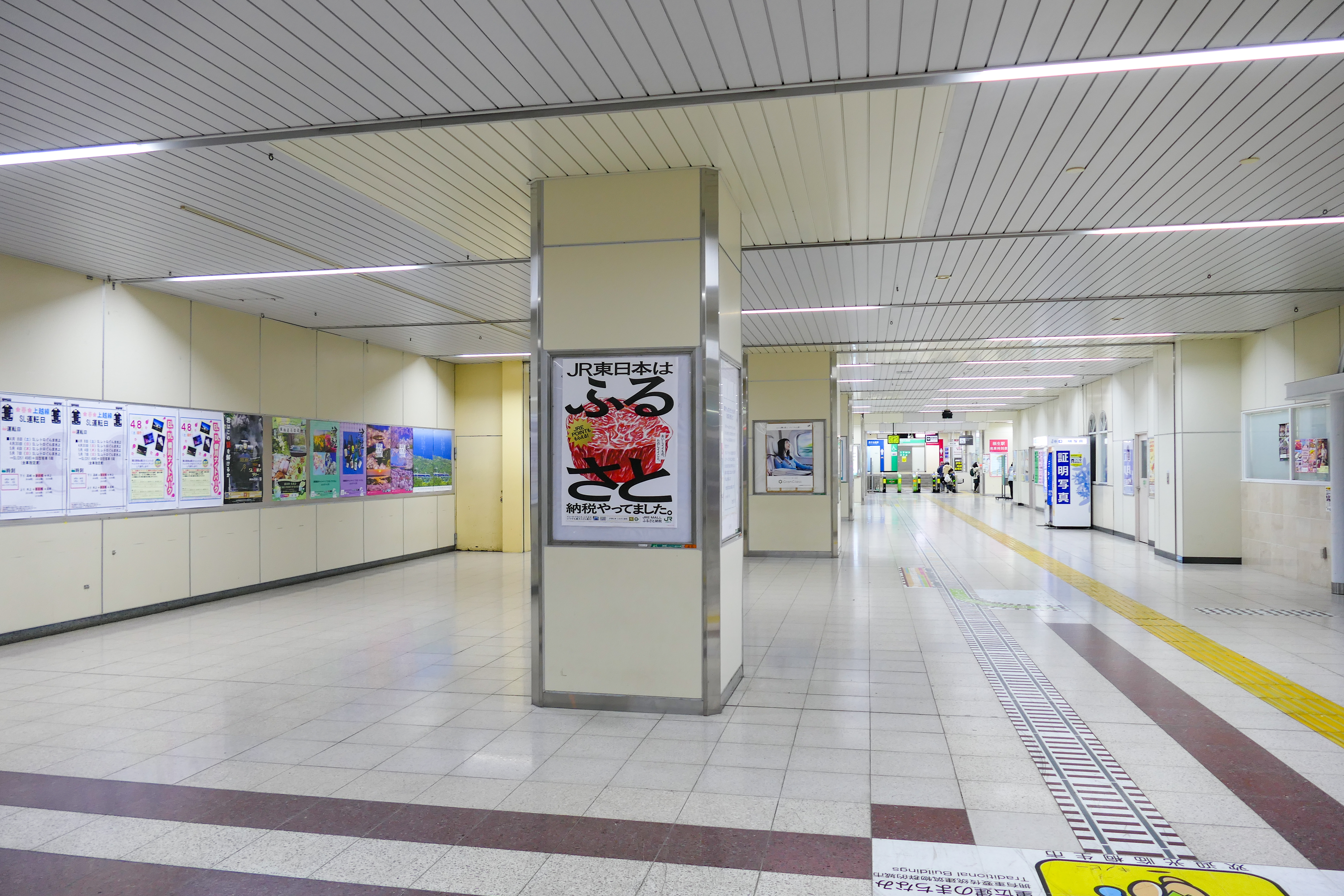
コンコース（2023年4月）
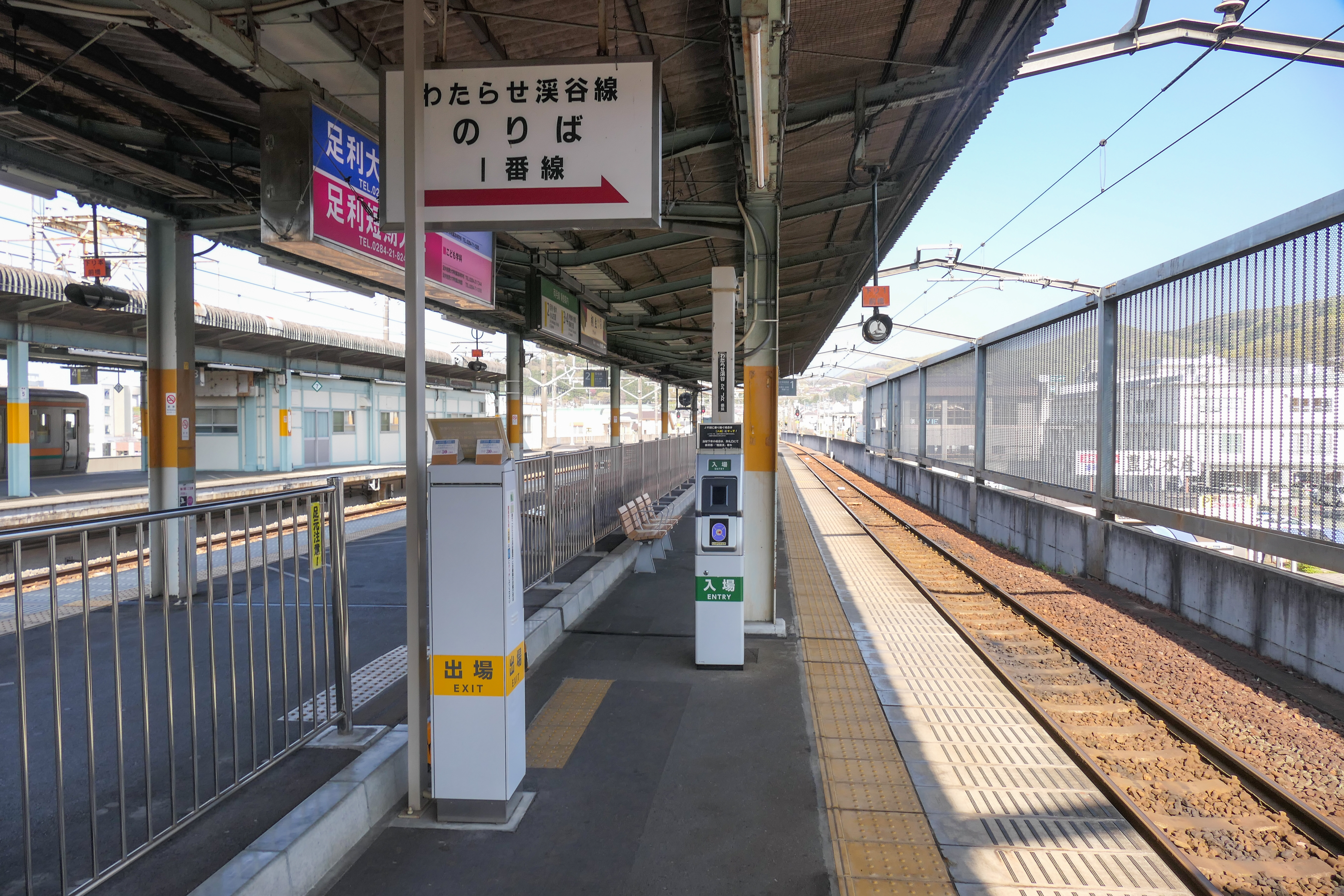
わたらせ渓谷線乗換改札口とホーム（2023年4月）
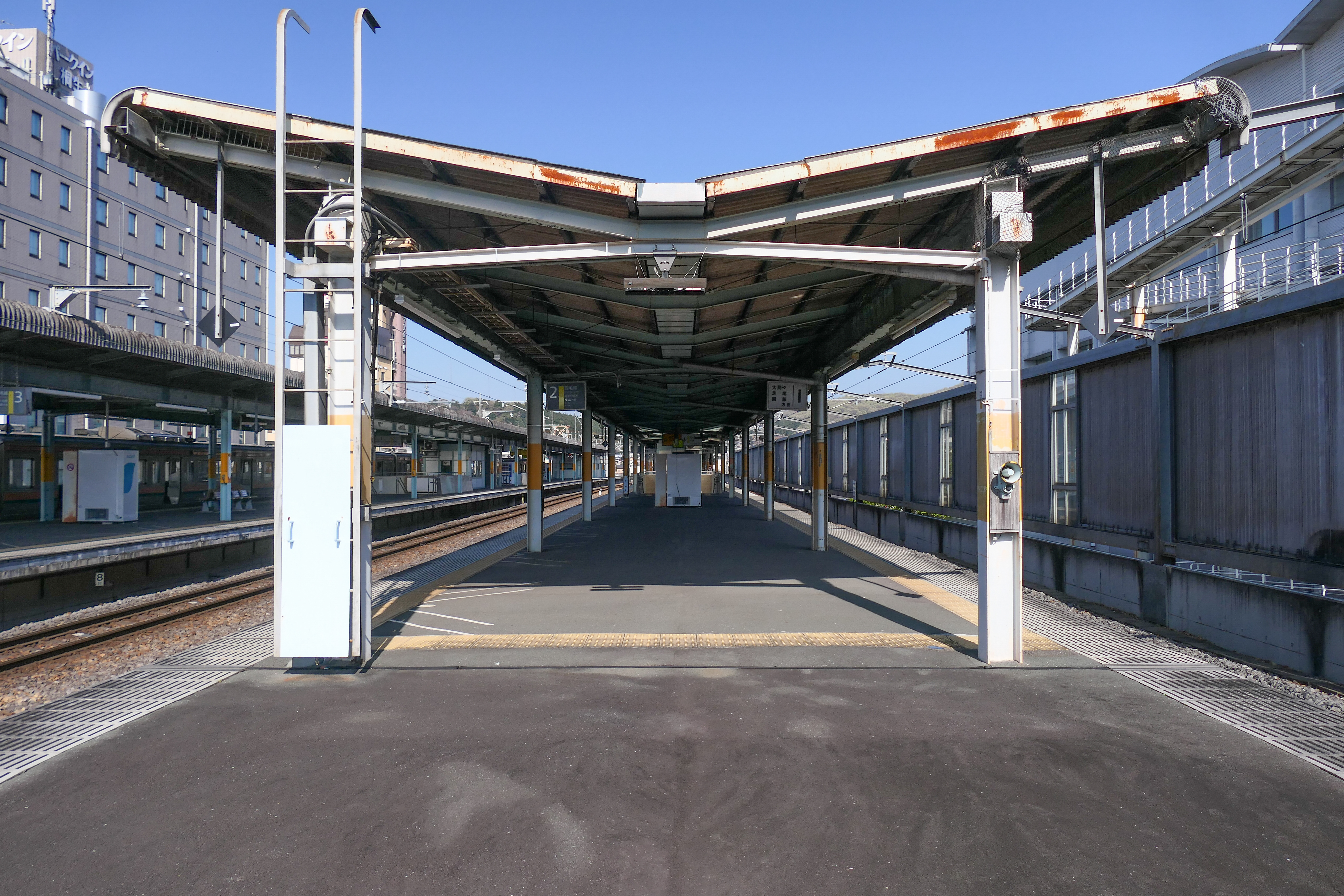
1・2番線ホーム（2023年4月）
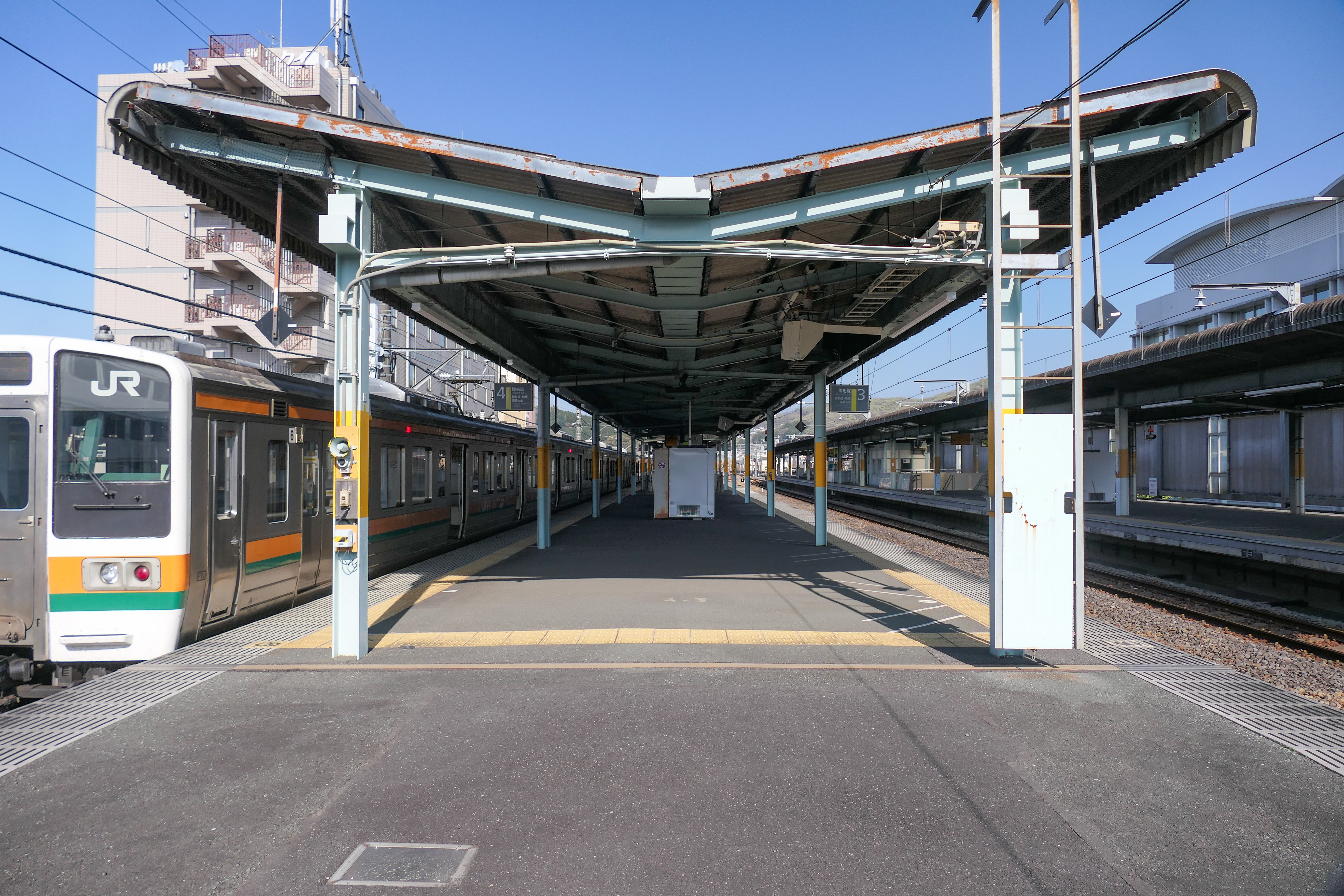
3・4番線ホーム（2023年4月）

### 配線図
|            | 桐生・大間々地区における鉄道路線の位置関係と配線 |
| 凡例 出典: |                                                  |

## 駅弁
かつては駅構内の「吉川屋食堂弁当部」が調製した駅弁が発売されており、桶形の容器を使用していたちらし寿司タイプの「上州名物・八木節弁当」が名物として鉄道ファンや旅行者などから人気を博していたが、調製元が1998年（平成10年）に駅弁販売から撤退したため駅での発売を終了している。なお、「吉川屋食堂」は駅弁販売の撤退後も近隣の店舗で弁当の調製を続けており、一部の駅弁のみ店舗での直接購入が可能であったが、その店舗自体も2010年（平成22年）頃に閉店・廃業したため購入不可能となった。
- 幕の内弁当
- 上州名物・八木節弁当
- とんかつ弁当
- 焼肉弁当
- すき焼き弁当

駅弁撤退後は吉川屋の流れを組む立ち食いそば屋「（有）桐生駅そば」が営業していたが、2018年（平成30年）に閉店した。

## 利用状況
JR東日本によると、2023年度（令和5年度）の1日平均乗車人員は3,416人である。
2000年度（平成12年度）以降の推移は以下のとおりである。
| 乗車人員推移       | 乗車人員推移     | 乗車人員推移 |
| 年度               | 1日平均 乗車人員 | 出典         |
| ------------------ | ---------------- | ------------ |
| 2000年（平成12年） | 4,587            | [ JR 2 ]     |
| 2001年（平成13年） | 4,334            | [ JR 3 ]     |
| 2002年（平成14年） | 4,216            | [ JR 4 ]     |
| 2003年（平成15年） | 4,124            | [ JR 5 ]     |
| 2004年（平成16年） | 3,968            | [ JR 6 ]     |
| 2005年（平成17年） | 3,841            | [ JR 7 ]     |
| 2006年（平成18年） | 3,714            | [ JR 8 ]     |
| 2007年（平成19年） | 3,651            | [ JR 9 ]     |
| 2008年（平成20年） | 3,739            | [ JR 10 ]    |
| 2009年（平成21年） | 3,690            | [ JR 11 ]    |
| 2010年（平成22年） | 3,681            | [ JR 12 ]    |
| 2011年（平成23年） | 3,717            | [ JR 13 ]    |
| 2012年（平成24年） | 3,845            | [ JR 14 ]    |
| 2013年（平成25年） | 3,920            | [ JR 15 ]    |
| 2014年（平成26年） | 3,867            | [ JR 16 ]    |
| 2015年（平成27年） | 3,959            | [ JR 17 ]    |
| 2016年（平成28年） | 3,955            | [ JR 18 ]    |
| 2017年（平成29年） | 3,954            | [ JR 19 ]    |
| 2018年（平成30年） | 3,880            | [ JR 20 ]    |
| 2019年（令和元年） | 3,749            | [ JR 21 ]    |
| 2020年（令和02年） | 2,848            | [ JR 22 ]    |
| 2021年（令和03年） | 3,193            | [ JR 23 ]    |
| 2022年（令和04年） | 3,329            | [ JR 24 ]    |
| 2023年（令和05年） | 3,416            | [ JR 1 ]     |

## 駅周辺
群馬大学理工学部の最寄駅であり、北口から大学方面行きのバスが出ている。北口側にある桐生大学附属中学校・桐生第一高等学校や、南口側にある樹徳中学校・高等学校、群馬県立桐生高等学校、桐生市立商業高等学校は、駅から800メートル圏内にあり、徒歩約10分から15分ほどの距離である。朝夕の通勤通学時間帯には学生・生徒が多く利用しているため、学生の帰宅時間帯には、駅員がホームに立つことがある。

### 北口

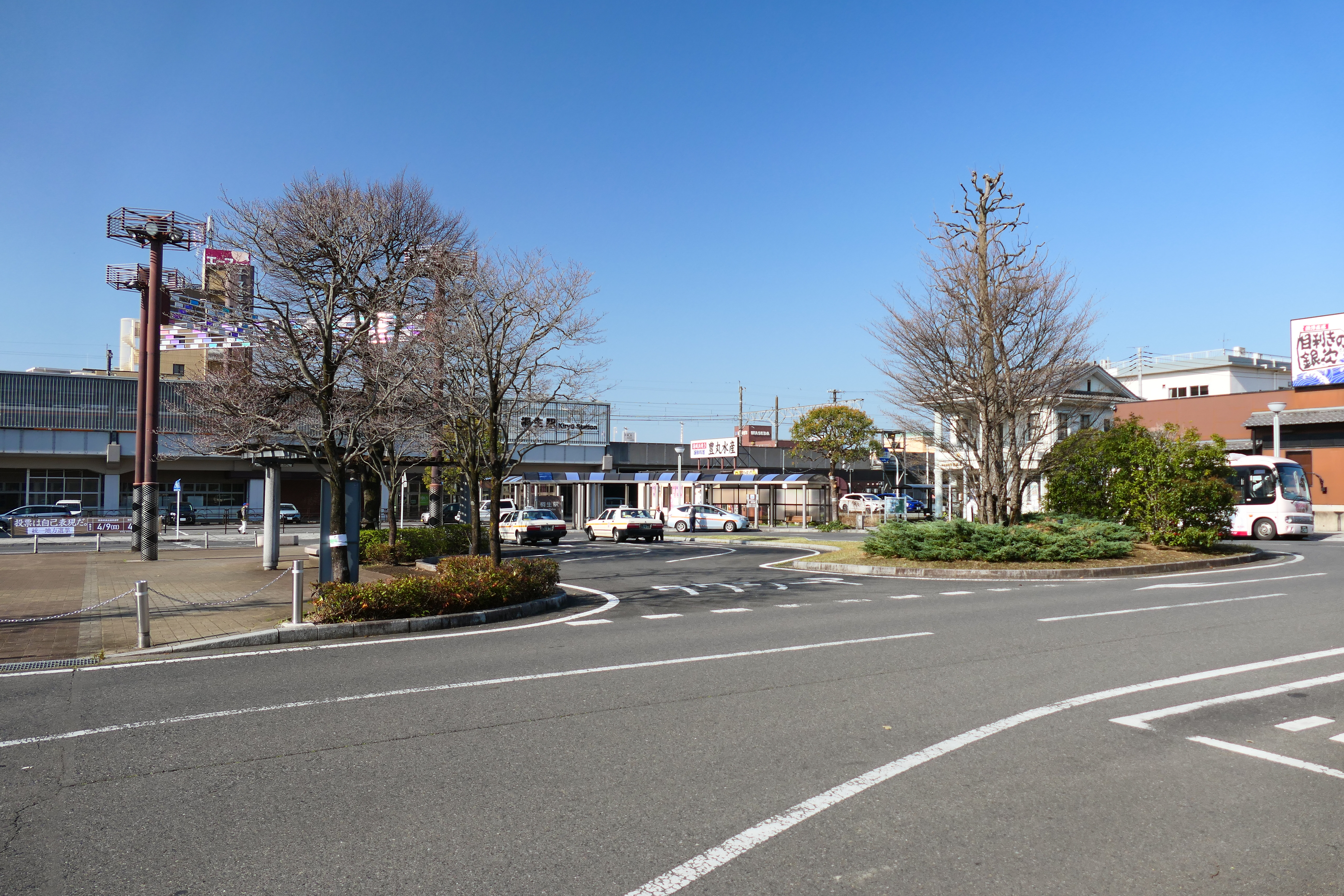
北口の駅前ロータリー（2023年4月）

桐生駅開業当初からの出入口である。北口広場には、糸車を模した櫓や八木節が流れるからくり時計がある。上毛電気鉄道上毛線の西桐生駅は、桐生駅前から山手通りを300メートルほど北に進んだ地点にある。桐生駅と西桐生駅の東側一帯が桐生市の中心商業地であり、末広町通り、新川橋通り、本町通りを中心として服飾専門店や飲食店が集積している。
- 上毛電気鉄道西桐生駅・丸山下駅
- 桐生警察署駅前交番
- 桐生市保健福祉会館
- 桐生地方合同庁舎
  - 桐生税務署
  - 前橋地方法務局桐生支局
  - 桐生労働基準監督署
- MEGAドン・キホーテ桐生店
- 桐生織物会館
- 桐生織物記念館（織物会館旧館）
- 大川美術館
- 桐生が岡公園・桐生が岡動物園・桐生が岡遊園地
- 吾妻山・吾妻公園
- 雷電山（水道山）
- 水道山公園・水道山記念館
- 丸山・丸山公園
- 山手通り（西桐生停車場線）
- 末広町通り（前橋大間々桐生線）
- 本町通り（桐生田沼線）
- 永楽町通り・泉町通り
- 高砂町通り・広見橋通り・広見橋
- 桐生天満宮
- 桐生新町（重伝建保存地区）
- 美和神社・西宮神社
- 寂光院（桐生陣屋跡）
- 有鄰館・桐生からくり人形芝居館

- 無鄰館（旧北川織物）
- 旧曽我織物
- 旧金谷レース工業
- 金善ビル
- 後藤織物
- 森秀織物・桐生織物参考館「紫」
- 桐生倶楽部
- 桐生信用金庫本町支店
- 東和銀行桐生支店
- 群馬銀行桐生支店
- 横浜銀行桐生支店
- 桐生宮本町郵便局
- 桐生宮前町郵便局
- 桐生仲町郵便局
- 桐生シルバーホテル
- ホテル桐盛館
- 桐生市立清流中学校
- 群馬大学理工学部（旧桐生高等工業学校）
- 群馬県立桐生工業高等学校
- 桐生大学附属中学校・桐生第一高等学校
- 桐生市立西小学校
- 桐生市立西幼稚園

### 南口

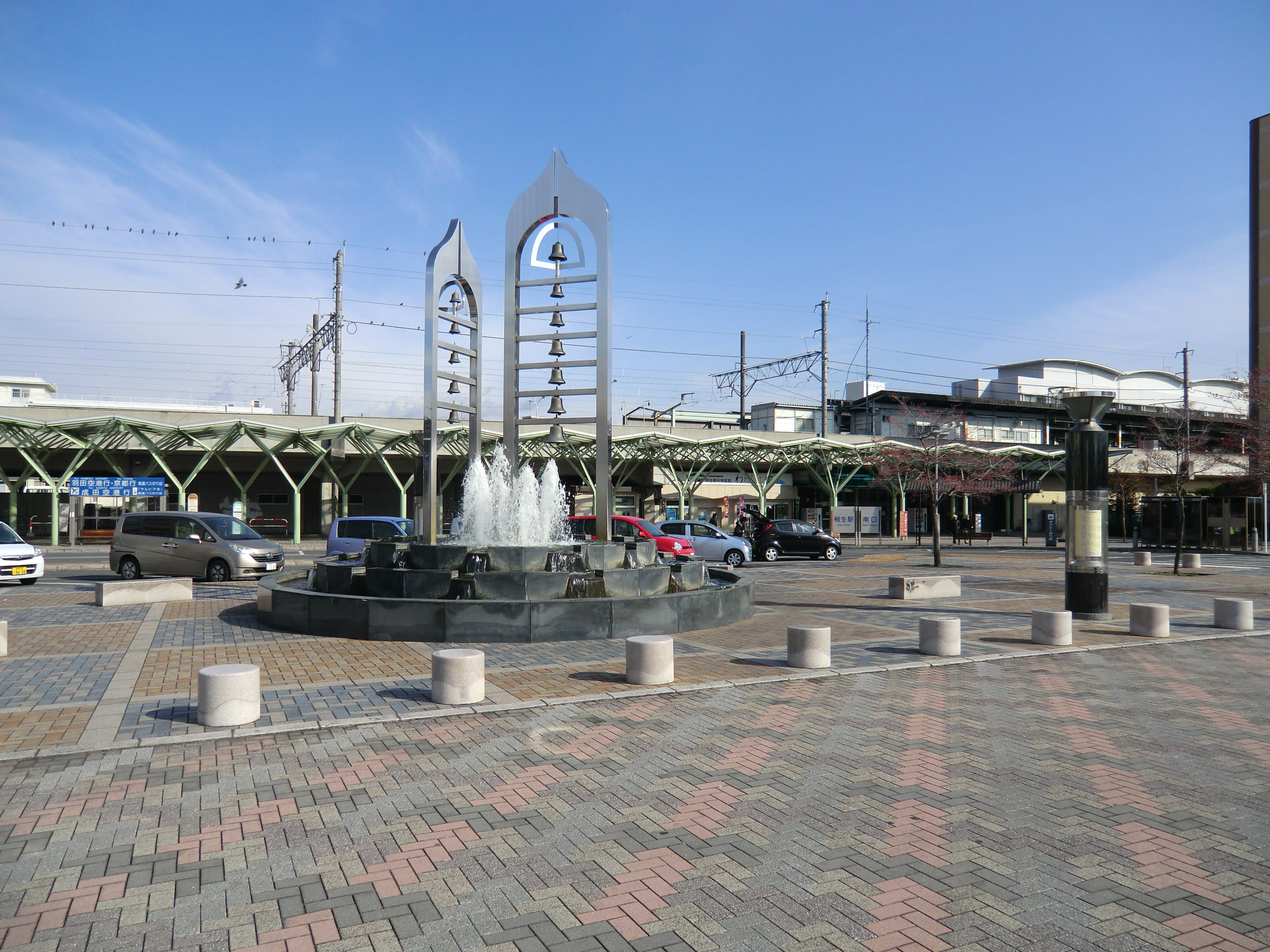
南口の駅前ロータリー（2012年11月）

1967年（昭和42年）に開設された。南口広場には、噴水とカリヨンがある。1965年（昭和40年）に桐生市役所が永楽町から織姫町に移転して以来、新川橋通りの沿線を中心として業務街・官庁街が形成されている。東武桐生線の新桐生駅は、桐生駅の2.5キロメートル南方、渡良瀬川南西岸の広沢町にあり、桐生駅と新桐生駅はおりひめバスの中央幹線・広沢線の各系統によって連絡している。
- 桐生市役所
- 桐生市立図書館（桐生市立中央公民館）
- 桐生市市民文化会館（シルクホール）
- 桐生地域地場産業振興センター
- 桐生年金事務所
- 桐生公共職業安定所
- 桐生商工会議所
- 新川公園（旧桐生新川球場）
- 新川橋通り（市役所通り）
- 美原通り（内環状道路・旧東洋堀）
- 昭和通り（桐生岩舟線）
- 錦町通り・錦桜橋・桜木町通り（桐生伊勢崎線）
- 清瀬通り・桐生大橋（清瀬橋）
- コロンバス通り（新川北線・旧下瀞堀）
- 東横INN桐生駅南口
- エースホテル
- パークイン桐生
- 東武桐生線新桐生駅
- 織姫神社
- 雷電神社

- 浄運寺
- 大和病院
- 桐生厚生総合病院
- 群馬県桐生警察署
- 桐生市消防本部・桐生消防署
- 元宿浄水場
- 日本織物会社発電所跡
- 旧堀祐織物
- 絹撚記念館（旧桐生撚糸会社事務所棟）
- 桐生信用金庫本店
- 足利銀行桐生支店
- 中央労働金庫桐生支店
- 桐生郵便局
- 桐生錦町郵便局
- 桐生浜松町郵便局
- 桐生市立中央中学校
- 群馬県立桐生高等学校
- 桐生市立商業高等学校
- 樹徳中学校・高等学校

## バス路線

### 北口発着
| 運行会社                        | 系統・行先                                 | 備考 |
| ------------------------------- | ------------------------------------------ | ---- |
| おりひめバス （桐生朝日自動車） | 中央幹線：旧女子高前                       |      |
| おりひめバス （桐生朝日自動車） | 梅田線：梅田ふるさとセンター前／二渡神社前 |      |
| おりひめバス （桐生朝日自動車） | 川内線：吹上                               |      |
| おりひめバス （桐生朝日自動車） | 広沢線：ユートピア広沢                     |      |
| おりひめバス （桐生朝日自動車） | 境野線：ユートピア広沢                     |      |
| おりひめバス （桐生朝日自動車） | 菱線：桐生駅北口（桐陽台・城の岡循環）     |      |
| おりひめバス （桐生朝日自動車） | 相生線：さくらもーる                       |      |
| おりひめバス （桐生朝日自動車） | 中央幹線：新桐生駅／東邦病院               |      |

### 南口発着
| 運行会社     | 系統・行先                  | 備考 |
| ------------ | --------------------------- | ---- |
| 日本中央バス | 桐生 - 羽田空港線：羽田空港 |      |
| 日本中央バス | シルクライナー：大阪OCAT    | 夜行 |

## 隣の駅
東日本旅客鉄道（JR東日本）
■両毛線
小俣駅 - 桐生駅 -（下新田信号場）- 岩宿駅
1987年（昭和62年）までは小俣駅との間に東桐生駅が設置されていた。
わたらせ渓谷鐵道
■わたらせ渓谷線
- トロッコ列車「トロッコわっしー号」発着駅

桐生駅 (WK01) - （下新田信号場） - 下新田駅 (WK02)

### 記事本文
1. 1 2 3 4 5 6 7 8 9 10  『週刊 JR全駅・全車両基地』 12号 大宮駅・野辺山駅・川原湯温泉駅ほか、朝日新聞出版〈週刊朝日百科〉、2012年10月28日、22頁。
2. 1 2 3 4 5  “駅の情報（桐生駅）：JR東日本”.   東日本旅客鉄道. 2023年9月25日時点のオリジナルよりアーカイブ。2023年9月25日閲覧。
3. 1 2 3 4 5  石野 1998, p. 460.
4. 1 2 3  石野 1998, p. 462.
5. ↑  原武史『昭和天皇御召列車全記録』新潮社、2016年9月30日、75頁。ISBN 978-4-10-320523-4。
6. ↑  広報きりゅう 昭和58年（1983年）10月15日号、2-3頁。
7. ↑  広報きりゅう 昭和60年（1985年）10月1日号、8-9頁。
8. ↑  広報きりゅう 昭和60年（1985年）11月1日号、2-3頁。
9. ↑  “上毛高原など3カ所「びゅうプラザ」閉鎖 JR東日本高崎支社” 朝日新聞 (朝日新聞社): 地方版／群馬 (1998年10月3日 朝刊)
10. ↑  “桐生駅ゆいでのトロッコ整理券発売終了について｜お知らせ｜わたらせ渓谷鐵道株式会社（公式サイト）”. www.watetsu.com. 2025年8月20日閲覧。
11. ↑  『エキナカシェアショップ「オーライ（All right）」 JR桐生駅構内に4月1日（木）オープン!』（PDF）（プレスリリース）きりゅう市民活動推進ネットワーク、東日本旅客鉄道高崎支社、2021年3月15日。オリジナルの2021年3月15日時点におけるアーカイブ。2021年3月15日閲覧。
12. 1 2  “駅構内図（桐生駅）”.   東日本旅客鉄道. 2019年11月24日閲覧。
13. ↑  川島令三、『東北ライン 全線・全駅・全配線 第1巻 両毛エリア』、pp.50-55、 講談社、2014年7月、ISBN 978-4062951685

### 利用状況

#### JR東日本
1. 1 2  “各駅の乗車人員（2023年度）”.   東日本旅客鉄道. 2024年7月21日閲覧。
2. ↑  “各駅の乗車人員（2000年度）”.   東日本旅客鉄道. 2019年3月21日閲覧。
3. ↑  “各駅の乗車人員（2001年度）”.   東日本旅客鉄道. 2019年3月21日閲覧。
4. ↑  “各駅の乗車人員（2002年度）”.   東日本旅客鉄道. 2019年3月21日閲覧。
5. ↑  “各駅の乗車人員（2003年度）”.   東日本旅客鉄道. 2019年3月21日閲覧。
6. ↑  “各駅の乗車人員（2004年度）”.   東日本旅客鉄道. 2019年3月21日閲覧。
7. ↑  “各駅の乗車人員（2005年度）”.   東日本旅客鉄道. 2019年3月21日閲覧。
8. ↑  “各駅の乗車人員（2006年度）”.   東日本旅客鉄道. 2019年3月21日閲覧。
9. ↑  “各駅の乗車人員（2007年度）”.   東日本旅客鉄道. 2019年3月21日閲覧。
10. ↑  “各駅の乗車人員（2008年度）”.   東日本旅客鉄道. 2019年3月21日閲覧。
11. ↑  “各駅の乗車人員（2009年度）”.   東日本旅客鉄道. 2019年3月21日閲覧。
12. ↑  “各駅の乗車人員（2010年度）”.   東日本旅客鉄道. 2019年3月21日閲覧。
13. ↑  “各駅の乗車人員（2011年度）”.   東日本旅客鉄道. 2019年3月21日閲覧。
14. ↑  “各駅の乗車人員（2012年度）”.   東日本旅客鉄道. 2019年3月21日閲覧。
15. ↑  “各駅の乗車人員（2013年度）”.   東日本旅客鉄道. 2019年3月21日閲覧。
16. ↑  “各駅の乗車人員（2014年度）”.   東日本旅客鉄道. 2019年3月21日閲覧。
17. ↑  “各駅の乗車人員（2015年度）”.   東日本旅客鉄道. 2019年3月21日閲覧。
18. ↑  “各駅の乗車人員（2016年度）”.   東日本旅客鉄道. 2019年3月21日閲覧。
19. ↑  “各駅の乗車人員（2017年度）”.   東日本旅客鉄道. 2019年3月21日閲覧。
20. ↑  “各駅の乗車人員（2018年度）”.   東日本旅客鉄道. 2019年7月5日閲覧。
21. ↑  “各駅の乗車人員（2019年度）”.   東日本旅客鉄道. 2020年7月12日閲覧。
22. ↑  “各駅の乗車人員（2020年度）”.   東日本旅客鉄道. 2021年7月24日閲覧。
23. ↑  “各駅の乗車人員（2021年度）”.   東日本旅客鉄道. 2022年8月7日閲覧。
24. ↑  “各駅の乗車人員（2022年度）”.   東日本旅客鉄道. 2023年7月10日閲覧。